# Familia Trubețkoi

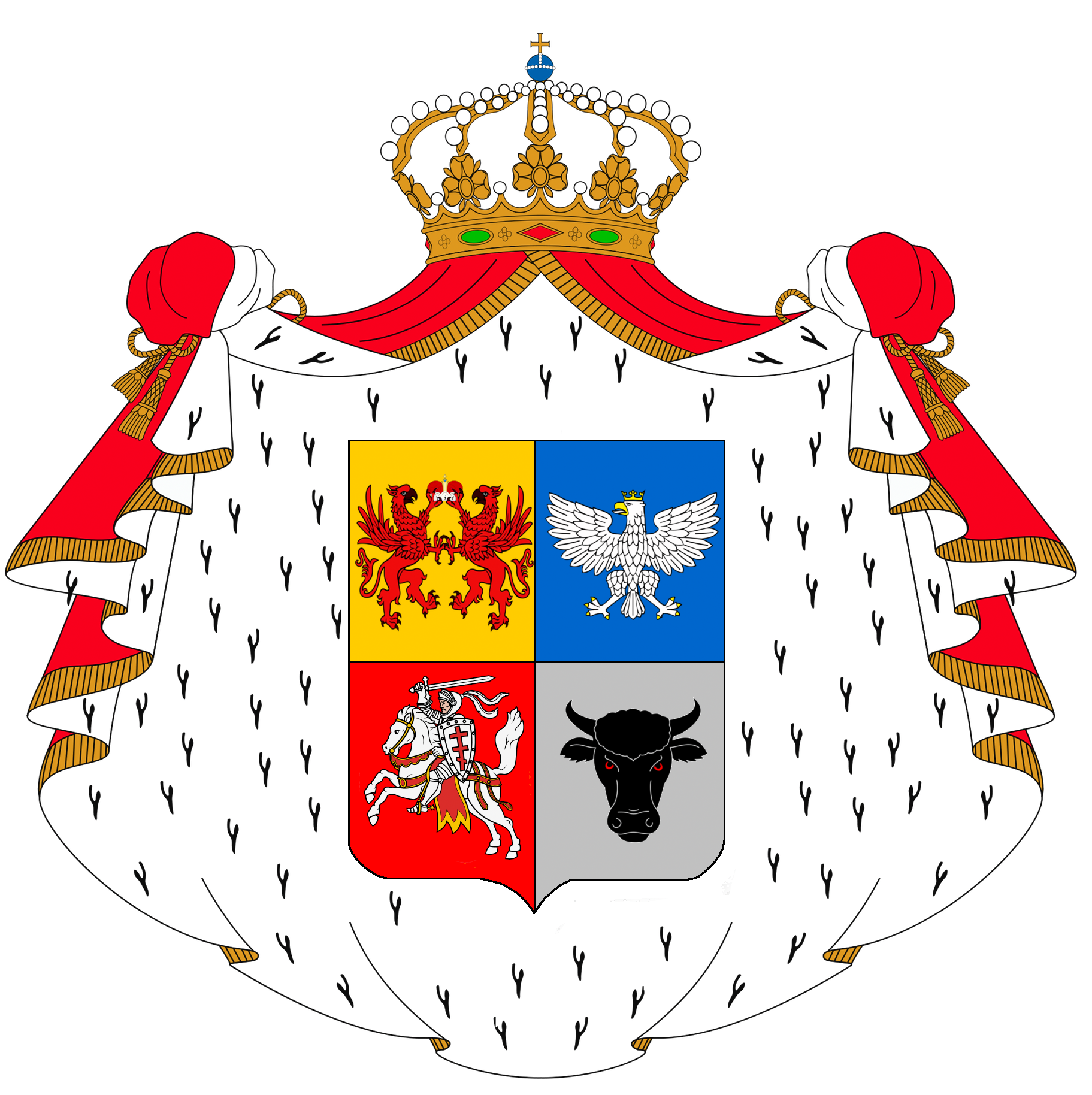
Blazonul familiei Trubețkoi, cu Pogoń Litewska

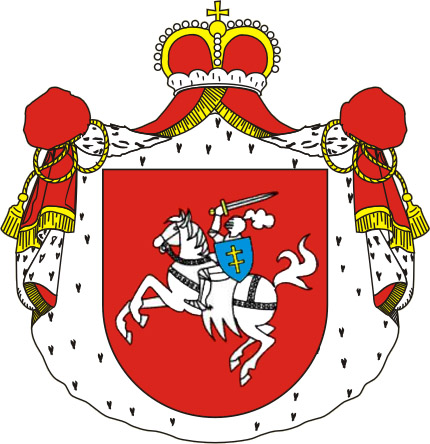
Blazonul dinastiei Iagello, zis și Pogon Litewska

Membrii familiei Trubețkoi (în poloneză și rusă Trubecki [trubețki], respectiv Трубецкой [trubețkoi]), al cărui nume este, de asemenea, transcris în limbile occidentale Troubetskoy sau Troubetzkoy, aparțin unei familii princiare din nobilimea rusă și poloneză originară din Rutenia și înrudiți cu Getiminizii. 

## Origine
Familia este descendentă din fiul lui Olgierd (Algirdas), Dimitri de Briansk, care conducea orașele Bryansk și Starodub. A fost ucis în bătălia de la Vorskla (1399). Descendenții săi au păstrat controlul asupra Principatului Trubeț până în anii 1530, moment în care au avut de ales între convertirea la catolicism și emigrare cu abandonarea tuturor bunurilor lor. Ei au ales exilul, iar unii s-au refugiat în curtea lui Vasili al III-lea al Rusiei. 

## Timpuri grele
Primul Trubețkoi care se distinge este prințul Dimitri Trubețkoi, care l-a ajutat pe Dmitri Pozharsky să elibereze Moscova de polonezi în 1612.  În acele vremuri grele și tulburi, Dimitri a fost considerat eliberatorul țării și i s-a oferit să devină țar, dar a refuzat, mulțumindu-se cu provincia Siberia și cu titlul de Duce (derjaveț) de Șenkursk. El a murit la 24 mai 1625 și este îngropat în lavra Sfinta Treime - Sf. Sîrghie . 
Vărul său primar, Wigund-Ieronim Trubețkoi, îi susținea pe polonezi și întemeierea Uniunii statale polono-lituaniene sau Republica celor Două Națiuni după timpurile grele. Descendenții săi au obținut funcții de prestigiu și s-au căsătorit cu membri ai altor familii domnești din Polonia. În 1660, Iuri Trubețkoi s-a întors la Moscova și a fost numit boier de țarul Alexei I al Rusiei.  

## Personalități ale familiei Trubețkoi
- Alexei Nikitici Trubețkoi (1600-1660), nașul țarului Petru cel Mare
- Nikita Iurievici Trubețkoi (1699-1767), mareșal
- Serghei Petrovici Trubețkoi (1790-1860), decembrist
- Caterina Trubețkaia (1800-1854), soția lui Serghei Petrovici Trubețkoi
- Alexandru Vasilievici Trubețkoi (1813-1889), favorit al împărătesei, iubitul și apoi ginerele Mariei Taglioni (contesa Gilbert de Voisins)
- Maria Robolska (1816-1897), prințesă Trubețkoi
- Nikolai Petrovici Trubețkoi (1828-1900), iubitor de muzică și patron, viceguvernatorul Kalugăi, co-fondator al Conservatorului din Moscova
- Sofia (1836-1896), prințesă Trubețkoi, soția ducelui de Morny, fratele lui Napoleon al III-lea și ministrul de interne.
- Prințesa Caterina Trubețkoi (1840-1875), soția prințului Nikolai Alexeievici Orloff
- Serghei Nikolaievici Trubețkoi (1862-1905), filosof
- Evgheni Nikolaievici Trubețkoi (1863-1920), filozof
- Amélie Louise Rives (1863-1945), romancier și poet american
- Pierre Troubetskoy (1864-1936), de origine rusă pictor american; tatăl lui Paolo Troubetskoy
- Paul Petrovich Trubetskoy, cunoscut sub numele de Paolo Trubetskoy (1866-1938), sculptor
- Liubov Egorova (1880-1972), balerină, căsătorită în 1917 cu prințul Nikita Sergheievici Trubetskoy
- Vladimir Cristi (1880-1956), primar al Chișinăului și ministru în Guvernul Nicolae Iorga. Mama sa era din familia Trubețkoi.
- Nikolai Sergheievich Trubetskoy (1890-1938), lingvist
- Igor Nikolayevich Troubetskoy (1912-2008), șofer de mașină și fostul soț al lui Barbara Hutton
- Boris Trubețkoi (1909-1998), critic și istoric literar sovietic moldovean
- Nathalie Troubetskoy, cea care, în 1954, a creat prima crescătorie de pisici egiptene mau, despre care s-a afirmat eronat că ar fi descendente ale pisicilor faraonilor.